# Mosaad Nur
Mossad Nur (ar. مسعد نور; ur. 23 kwietnia 1951 w Port Saidzie – zm. 23 kwietnia 2011) – egipski piłkarz grający na pozycji napastnika. W swojej karierze grał w reprezentacji Egiptu.

## Kariera klubowa
Całą swoją karierę piłkarską Nur spędził w klubie Al-Masry Port Said. Zadebiutował w nim w 1972 roku i grał do 1985 roku. W sezonach 1982/1983 i 1983/1984 wywalczył z nim dwa wicemistrzostwa Egiptu.

## Kariera reprezentacyjna
W 1980 roku Nur został powołany do reprezentacji Egiptu na Puchar Narodów Afryki 1980. Na tym turnieju rozegrał trzy mecze: grupowe z Wybrzeżem Kości Słoniowej (2:1) i z Tanzanią (2:1) oraz o 3. miejsce z Marokiem (0:2). Z Egiptem zajął 4. miejsce w tym turnieju.